# Ouratea bahiensis
Ouratea bahiensis är en tvåhjärtbladig växtart som beskrevs av C. Sastre. Ouratea bahiensis ingår i släktet Ouratea och familjen Ochnaceae. Inga underarter finns listade i Catalogue of Life.